# Wirtschaftsarchiv Nord-West-Niedersachsen
Das Wirtschaftsarchiv Nord-West-Niedersachsen war eine Einrichtung des Landes Niedersachsen, der Industrie- und Handelskammer für Ostfriesland und Papenburg (IHK) und der Handwerkskammer für Ostfriesland (HWK). Es ist eine öffentliche Einrichtung, deren Bestände und Sammlungen unter Wahrung der gesetzlich vorgeschriebenen oder von den Eigentümern gewünschten Schutzfristen für wissenschaftliche Forschungsvorhaben oder andere Recherchen eingesehen werden können. Das regionale Wirtschaftsarchiv wurde Ende 2009 gegründet und besaß die Rechtsform einer Stiftung. 2015 trat die Stiftung Wirtschaftsarchiv Nord-West-Niedersachsen dem Niedersächsischen Wirtschaftsarchiv Braunschweig bei und bildet gemeinsam mit diesem das Niedersächsische Wirtschaftsarchiv. Die Bestände ostfriesischer Firmen aus dem früheren Wirtschaftsarchiv Nord-West-Niedersachsen verwahrt das Niedersächsische Landesarchiv in Aurich.

## Aufgaben
Während Unterlagen staatlicher Stellen in der Regel in den Staatsarchiven gesammelt werden, gehen Dokumente von Unternehmen der Privatwirtschaft verloren oder werden in den Unternehmen selbst gelagert, aber nicht erschlossen. Hier setzt das Wirtschaftsarchiv an.
Zentrale Aufgabe ist die Bewahrung, Erschließung und Bereitstellung historisch wertvollen Schriftgutes aus dem Wirtschaftsleben der Region. Indem das Archiv Schriftgut und sonstiges Dokumentationsgut sammelt, sichert es Informationen und fungiert als Datenspeicher für die Forschung, für die abgebenden Unternehmen sowie für die Öffentlichkeit. Zudem möchte das Wirtschaftsarchiv Nord-West-Niedersachsen Unternehmen beim Aufbau und Erhalt unternehmenseigener Archive sowie bei der Erstellung von Unternehmensgeschichten, Festschriften und historischen Konzeptionen betreuen. Das Archiv arbeitet eng mit dem Niedersächsischen Landesarchiv – Staatsarchiv Aurich – und weiteren Archiven zusammen, regt Forschungen zur Regionalgeschichte mit dem Schwerpunkt der Wirtschafts- und Sozialgeschichte an und plant zu diesem Zweck auch eine eigene Schriftenreihe.

## Bestand
Gesammelt werden historische Verträge, bedeutsame Bilddokumente und andere Quellen aus der Wirtschaft Nord-West-Niedersachsens ab 1760 Dazu gehören auch digitale Dokumente. Dieses Archivgut wird professionell aufgearbeitet und über Findmittel erschlossen. Neben Wissenschaft und Öffentlichkeit profitieren davon auch die abgebenden Unternehmen, die ihr so erschlossenes Archiv besser nutzen können.
Die Bestände umfassten im Jahre 2015 etwa 100 laufende Meter Aktenbeständen aus Kammern und Unternehmen Nordwestniedersachsens. Das Wirtschaftsarchiv hat unter anderem auch die Bestände der Industrie- und Handelskammer für Ostfriesland und Papenburg in Emden, der Handwerkskammer für Ostfriesland in Aurich sowie der Schlosser-, Maschinenbauer- und Schmiedeinnung in Emden archivwissenschaftlich bearbeitet. Dazu erfasst, bewertet und übernimmt es laufend Archivgut aus der Wirtschaft der Region. Die Bestände des Archivs sind nach Branchen und Geschäftsbereichen geordnet: Fischereiwesen, Einzelhandel (Textilien, Schuhe), Stahlbau, Reederei, Schiffsausrüstung, Schiffbau, Holzimport und Holzverarbeitung, Mühlenbetriebe, Pferde- und Viehhandel, Landhandel, Eisenwarenhandel, Fertighäuserbau, Chemische Industrie und Produkte, Eisengießereiwesen, Spirituosenherstellung, Weingroßhandel sowie Bäckerhandwerk.

## Stiftung
Die Stiftung Wirtschaftsarchiv Nord-West-Niedersachsen hatte ihren Sitz in Emden. Geschäftsträger war die Industrie- und Handelskammer für Ostfriesland und Papenburg, vertreten durch ihren Hauptgeschäftsführer, in Kooperation mit der Handwerkskammer für Ostfriesland und dem Niedersächsischen Landesarchiv – Standort Aurich.